# Sky Sabre
Sky Sabre — британський зенітний ракетний комплекс протиповітряної оборони оснащений ракетами малої (англ. CAMM) та середньої (англ. CAMM-ER) дальності.

## Історія
Комплекс протиповітряної оборони покликаний замінити систему протиповітряної оборони Rapier, що знаходиться на озброєнні британської армії з сімдесятих років.
Перші випробувальні стрільби комплексу Sky Sabre відбулись у 2018 році. Велика Британія анонсувала, що поставить цей ЗРК на бойове чергування до 2020 року, і в тому ж 2020 році планували остаточно списати комплекси Rapier.

## Технічні характеристики
Комплекс Sky Sabre складається з центру управління ракетами «земля — повітря» (SAMOC), радіолокаційного комплексу Giraffe agile mutlibeam (GAMB), пускової установки і ракет.

### Радар Giraffe (GAMB)
До складу Sky Sabre входить радар середньої дальності Giraffe Agile Multi Beam 3D, який обертається на 360 градусів на висувній щоглі та може сканувати простір на відстані до 120 км на предмет загроз. Sky Sabre може одночасно відстежувати 24 цілі.

### Система передачі даних
Поєднання радара і ракет, а також наведення на цілі, у комплексі Sky Sabre відбувається за допомогою інноваційної комп'ютерної системи. Також система забезпечує «Link 16» - тактичну лінію передачі даних, яка дозволяє Sky Sabre ділитися своєю інформацією з кораблями Королівських ВМС, системами Королівських ВПС та союзниками, забезпечуючи повну інтеграцію зі Збройними Силами Великої Британії та силами НАТО.
Для забезпечення управління боєм, управління, зв’язку комп’ютерів та розвідки використовується інтегрована модульна система MIC4AD (C4I Air & Missile Defense System). Система MIC4AD розроблена для Rafael Advanced Defense Systems компанією Mprest за технологією, що використовується у ізраїльському протиракетному щиті «Залізний купол».

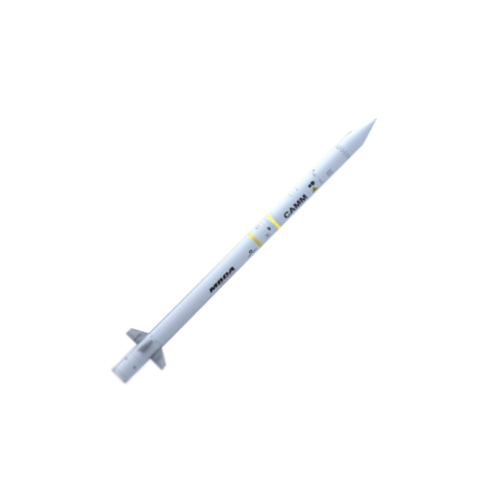
Ракета CAMM

### Ракети CAMM
У системі Sky Sabre застосовуються зенітні модульні ракети загального призначення (англ. Common Anti-Air Modular Missile), вагою 99 кг кожна, вдвічі важчі за вагу Rapier і мають утричі більшу дальність. Вони можуть розвивати швидкість 2300 миль на годину (3700 км/год), здатні знищувати винищувачі, дрони і розумні бомби з лазерним наведенням.
На пусковій установці встановлені вісім ракет, які стріляють різноспрямованим способом, що значно зменшує їх слід та робить комплекс менш помітною ціллю для супротивників. Пускова установка вдвічі швидше перезаряджається, ніж Rapier.

## Галерея

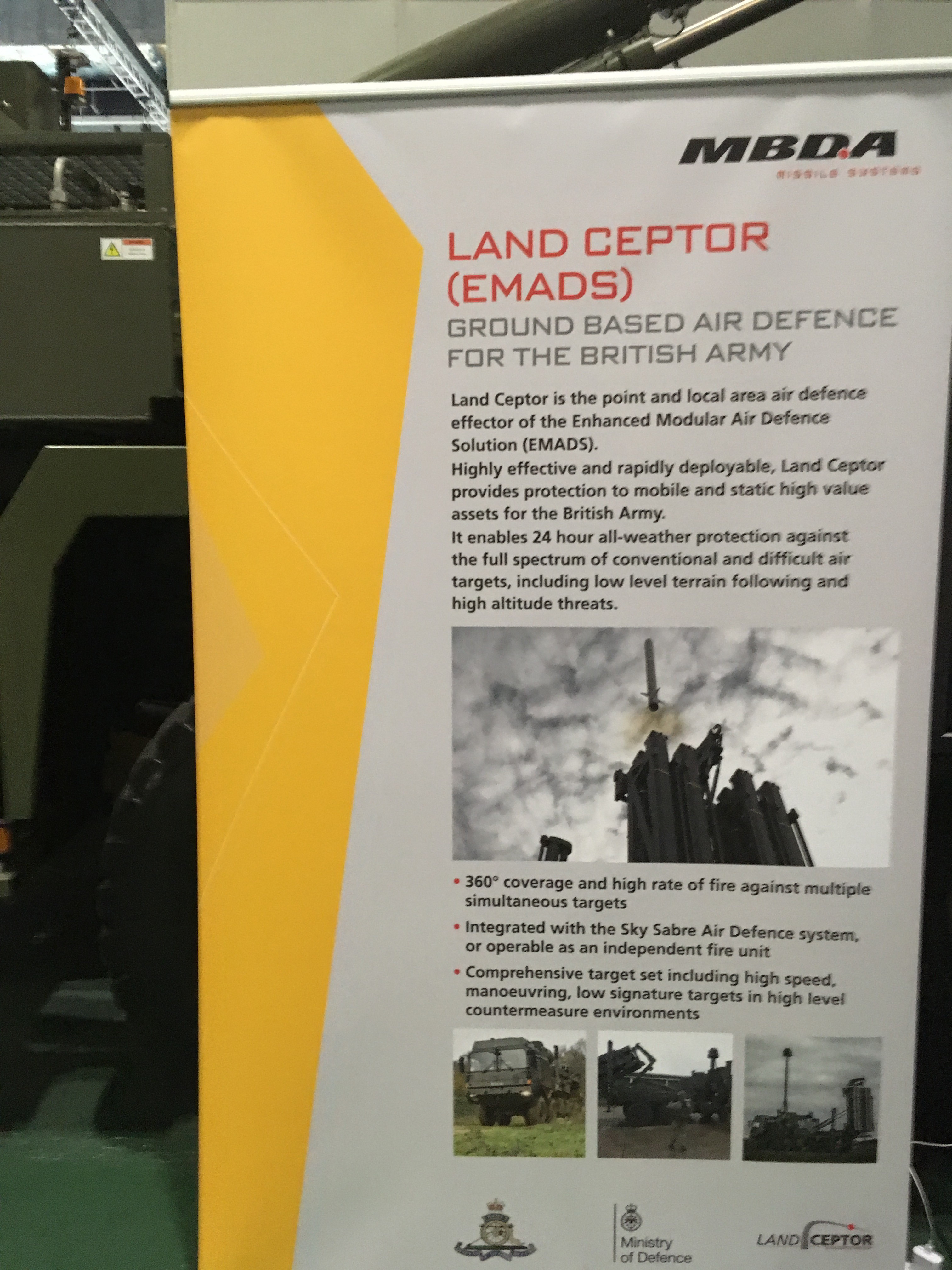
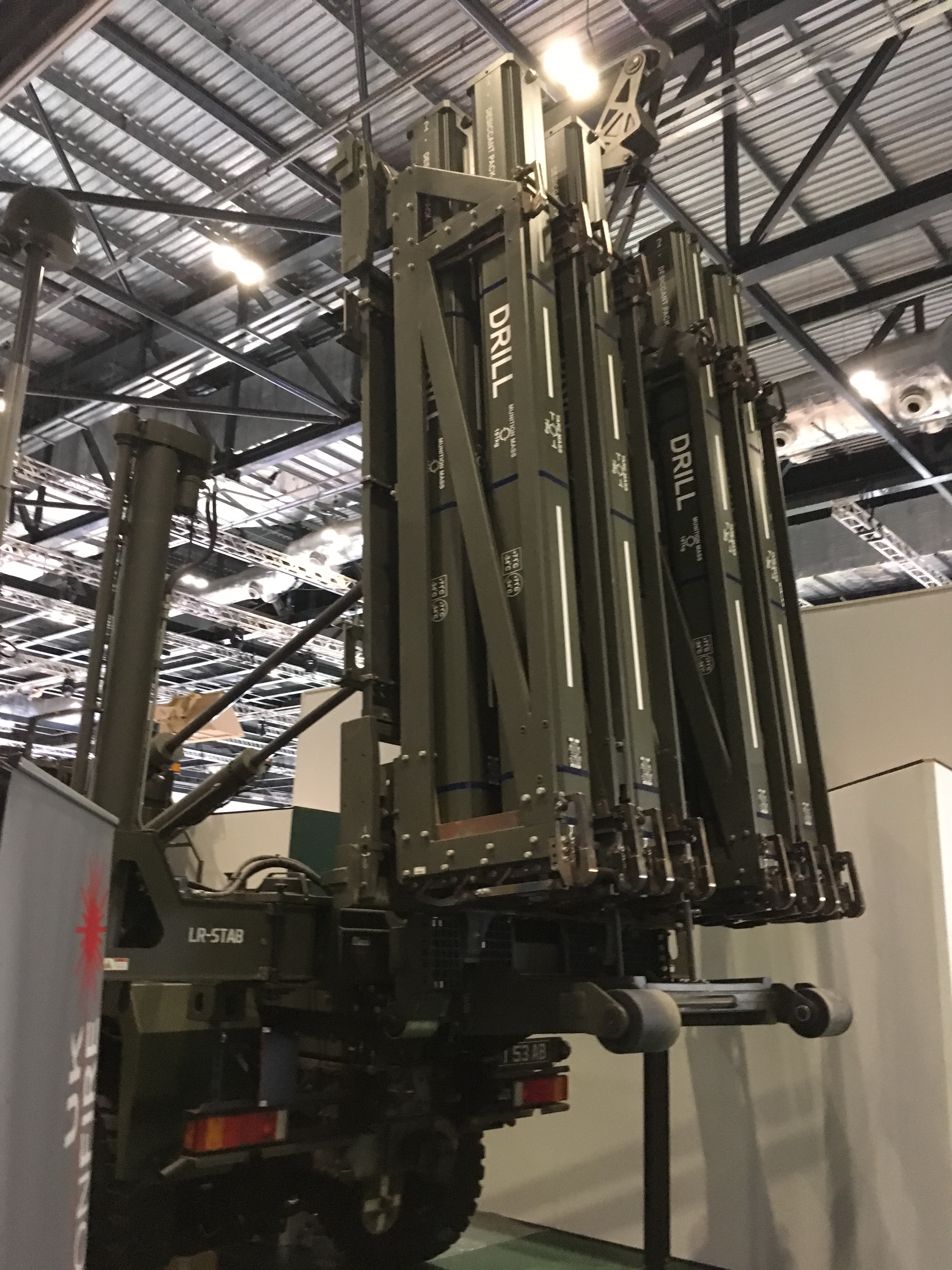
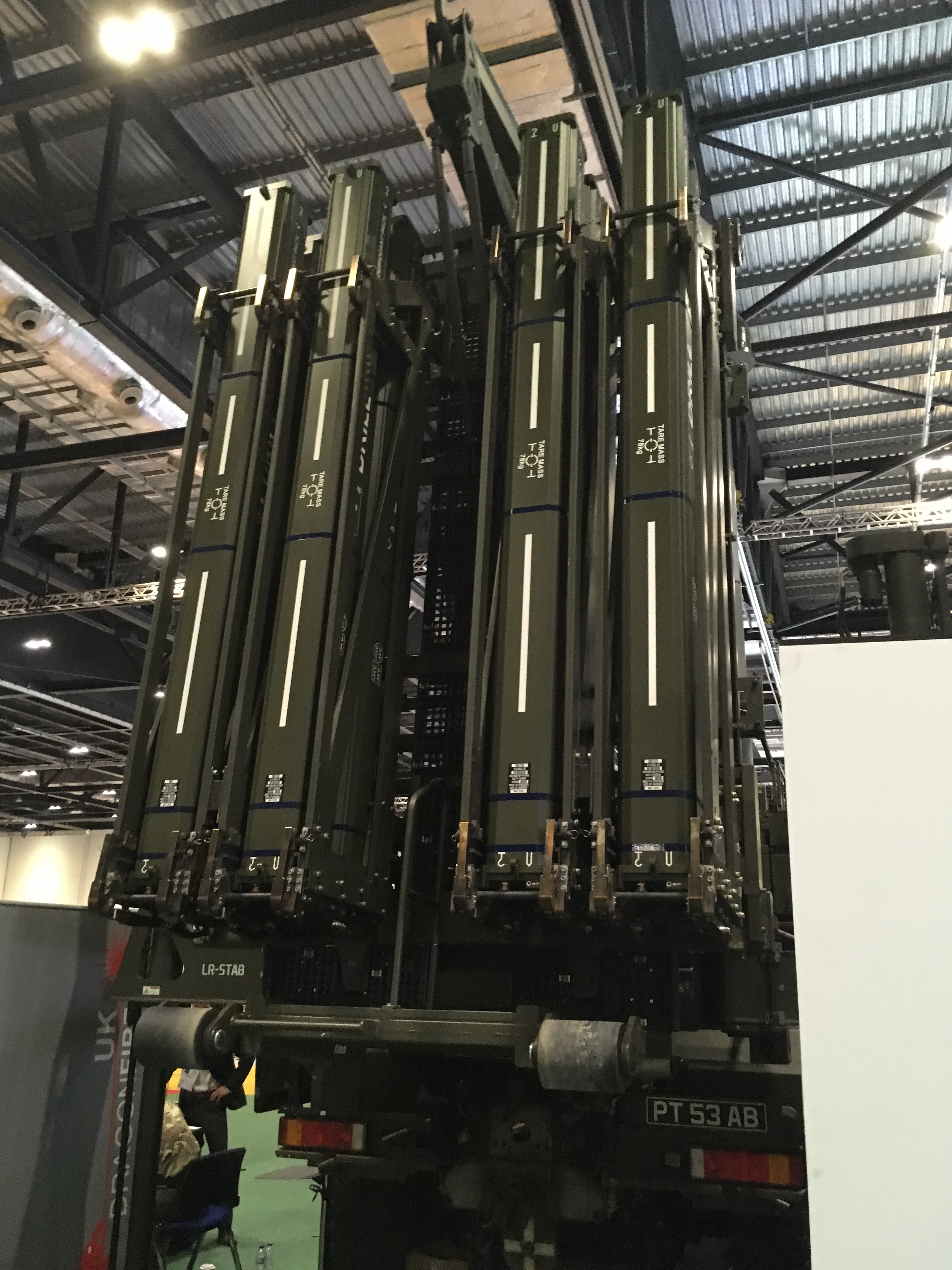
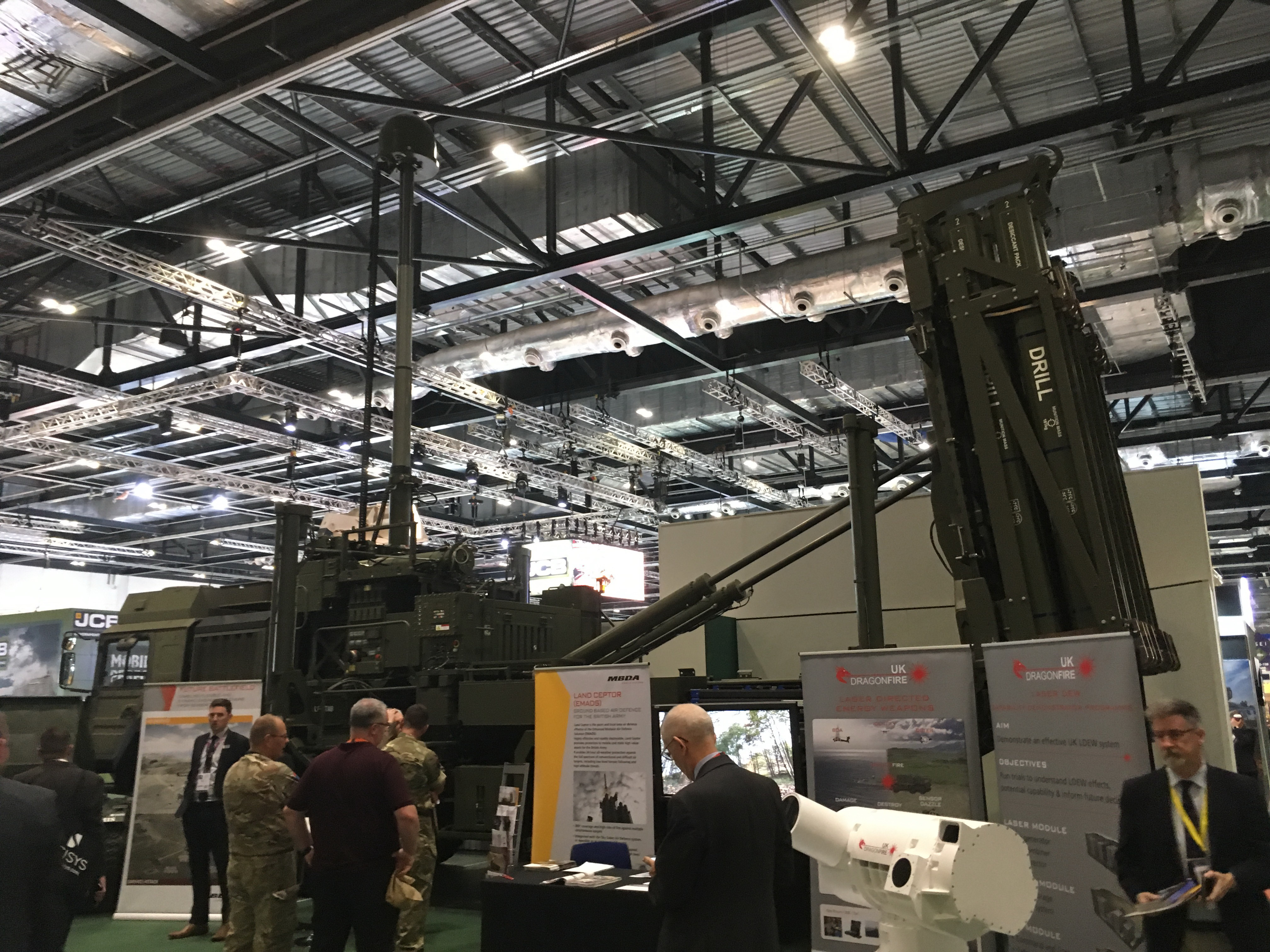
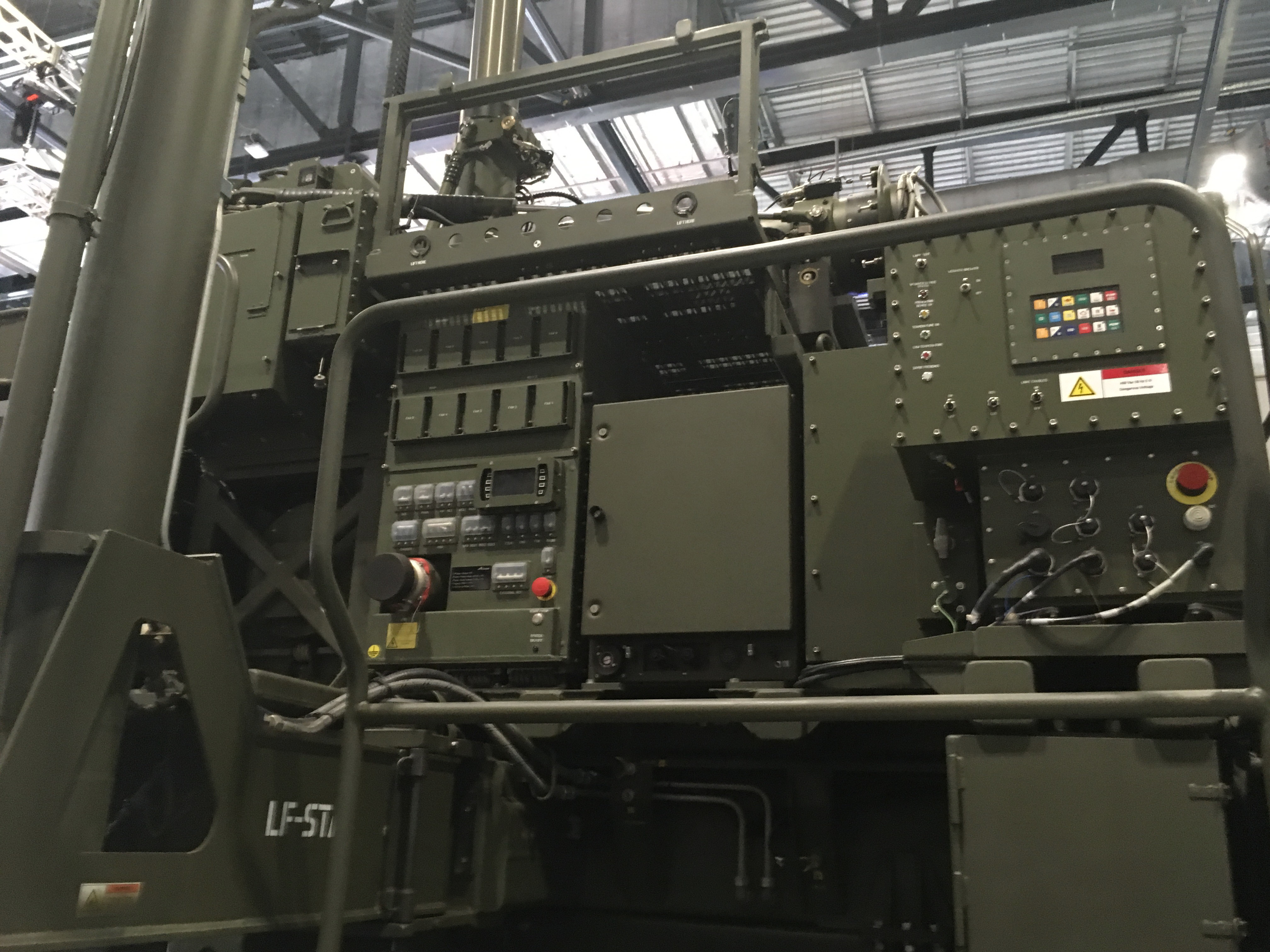
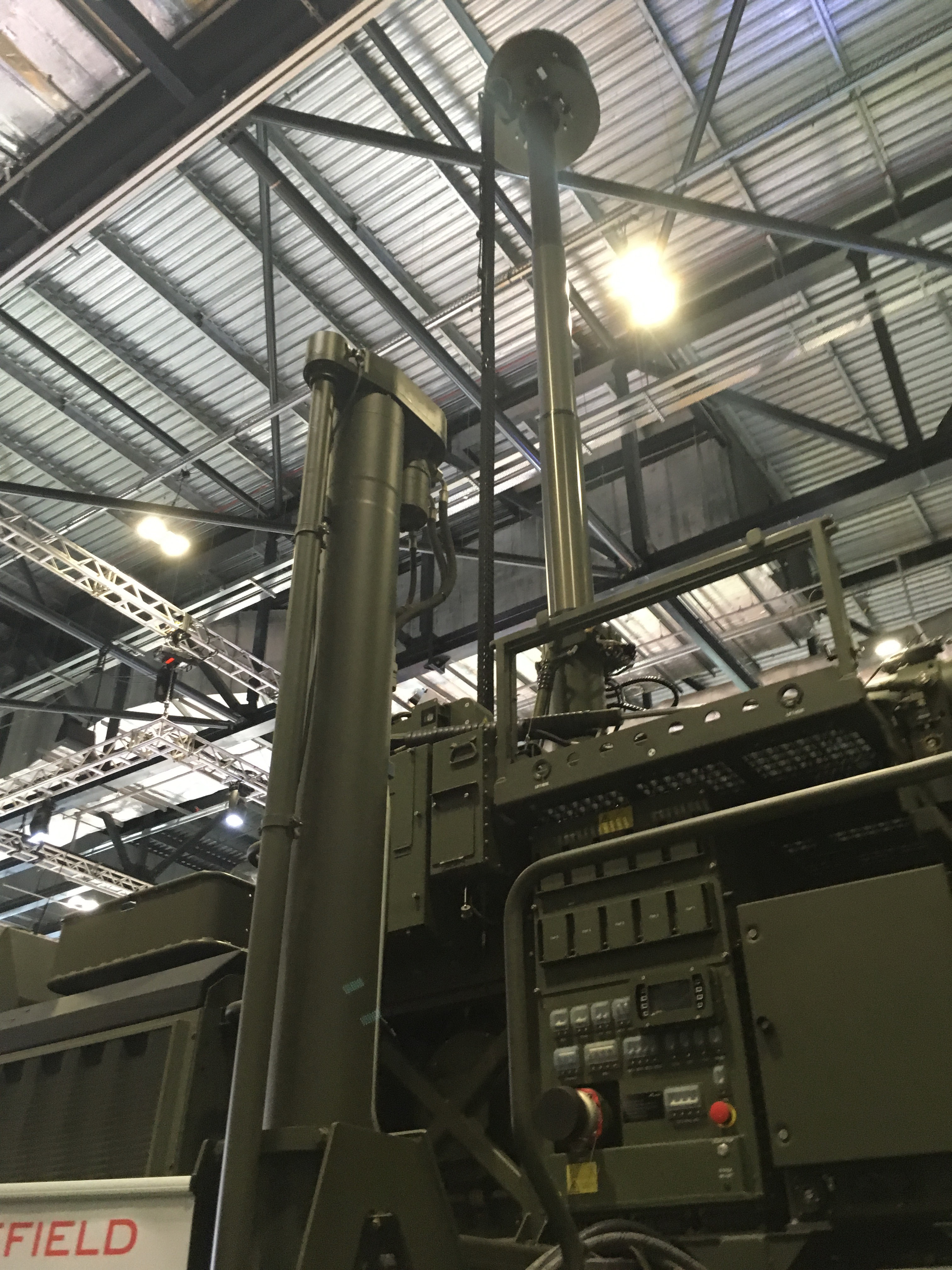
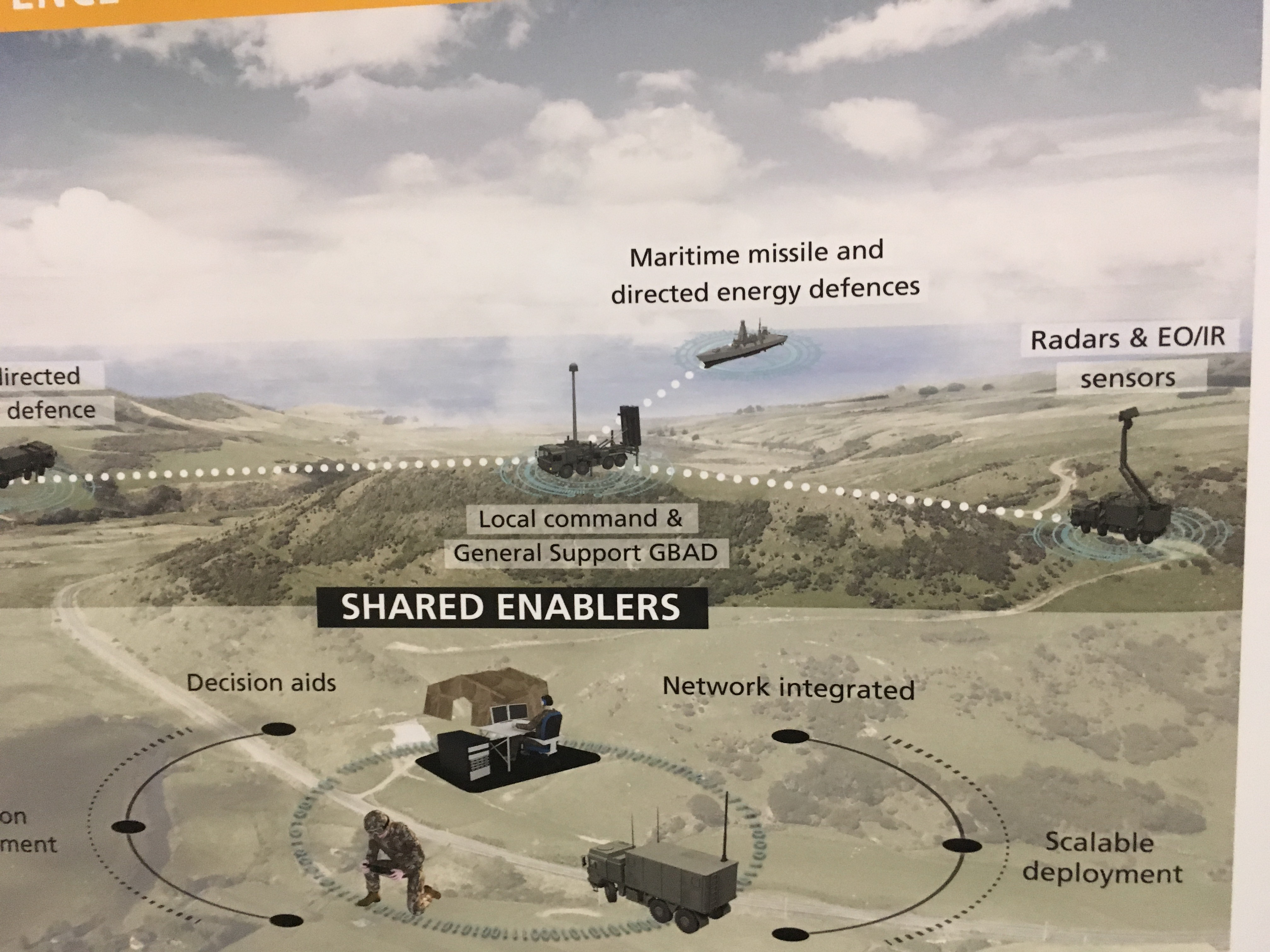